# Intercontinental Cup basketbal 1977
De Intercontinental Cup (basketbal) in 1977 vond plaats in Madrid.
Van FIBA Europe speelde Real Madrid, Mobilgirgi Varese en Maccabi Elite Tel Aviv mee. Van de Liga Sudamericana speelde AA Francana en Dragones de Tijuana mee en van de NCAA speelde Providence Friars mee.

## Groepsfase
Eerste dag 4 oktober 1977
| Mobilgirgi Varese      | 104 – 87 | Dragones de Tijuana |
| Real Madrid            | 113 – 94 | AA Francana         |
| Maccabi Elite Tel Aviv | 106 – 80 | Providence Friars   |

Tweede dag 5 oktober 1977
| AA Francana       | 112 – 88 | Dragones de Tijuana    |
| Real Madrid       | 105 – 97 | Maccabi Elite Tel Aviv |
| Mobilgirgi Varese | 99 – 89  | Providence Friars      |

Derde dag 6 oktober 1977
| Providence Friars | 85 – 82   | AA Francana            |
| Real Madrid       | 129 – 105 | Dragones de Tijuana    |
| Mobilgirgi Varese | 108 – 100 | Maccabi Elite Tel Aviv |

Vierde dag 7 oktober 1977
| Dragones de Tijuana    | 96 – 92       | Providence Friars |
| Real Madrid            | 115 – 94      | Mobilgirgi Varese |
| Maccabi Elite Tel Aviv | 101 – 98 (OT) | AA Francana       |

Vijfde dag 8 oktober 1977
| Maccabi Elite Tel Aviv | 126 – 94 | Dragones de Tijuana |
| AA Francana            | 98 – 87  | Mobilgirgi Varese   |
| Real Madrid            | 103 – 90 | Providence Friars   |

|    | Team                   | Pld | W | L | PF  | PA  | Points |
| -- | ---------------------- | --- | - | - | --- | --- | ------ |
| 1. | Real Madrid            | 5   | 5 | 0 | 565 | 480 | 10     |
| 2. | Mobilgirgi Varese      | 5   | 3 | 2 | 492 | 489 | 8      |
| 3. | Maccabi Elite Tel Aviv | 5   | 3 | 2 | 530 | 485 | 8      |
| 4. | AA Francana            | 5   | 2 | 3 | 484 | 474 | 7      |
| 5. | Dragones de Tijuana    | 5   | 1 | 4 | 470 | 563 | 6      |
| 6. | Providence Friars      | 5   | 1 | 4 | 436 | 486 | 6      |